# Budino
Le budino est un plat italien sucré, généralement riche et crémeux comme une crème anglaise ou un pudding. Comme le mot anglais pudding, budino désignait à l'origine un type de saucisse médiévale. Le budino est le mot italien pour « crème anglaise » ou « pudding ». Il peut être épaissi avec de la fécule de maïs ou des biscuits pour le rendre plus proche d'un soufflé ou d'une ganache, et peut être saucé avec différents parfums, notamment chocolat, caramel, pomme et butterscotch. 